# ITunes Festival: London 2009 (EP de Marina and the Diamonds)
iTunes Festival: London 2009 (ou iTunes Live: London Festival '09) é um extended play (EP) lançado pela cantora e compositora galesa Marina and the Diamonds, lançado em 15 de julho de 2009 pelas gravadoras 679 Recordings e Atlantic. Foi gravado durante a apresentação feita no iTunes Festival em 1 de junho de 2009 na casa de shows The Roundhouse, Londres. O projeto contém cinco faixas, das quais as quatro primeiras foram adicionadas em seu álbum de estreia The Family Jewels (2010) e incluindo um cover do primeiro single da cantora Gwen Stefani a canção What You Waiting For?.

## Lista de faixas
| N.º | Título                  | Compositor(es)            | Produtor(es) | Duração |  |
| 1.  | "Obsessions"            | Diamandis                 | Liam Howe    | 3:15    |  |
| 2.  | "I Am Not a Robot"      | Diamandis                 | Liam Howe    | 3:32    |  |
| 3.  | "Mowgli's Road"         | Diamandis, Howe           | Liam Howe    | 3:14    |  |
| 4.  | "Seventeen"             | Diamandis                 | Liam Howe    | 3:00    |  |
| 5.  | "What You Waiting For?" | Gwen Stefani, Linda Perry |              | 3:24    |  |